# Mouvement Ghadar
Le Mouvement Ghadar (aussi prononcé Ghadr ; le mot ghadar signifie « rébellion, révolte » en pendjabi et en ourdou) est une association née au début du XXe siècle, qui rassemblait de nombreux immigrants hindous et sikhs qui étaient partis depuis la fin du XVIIIe siècle sur la côte ouest de l'Amérique du Nord, aux USA et au Canada. Cette association avait pour but de déclencher, en Inde, la révolte contre l'Empire britannique,.

## Éléments d'histoire

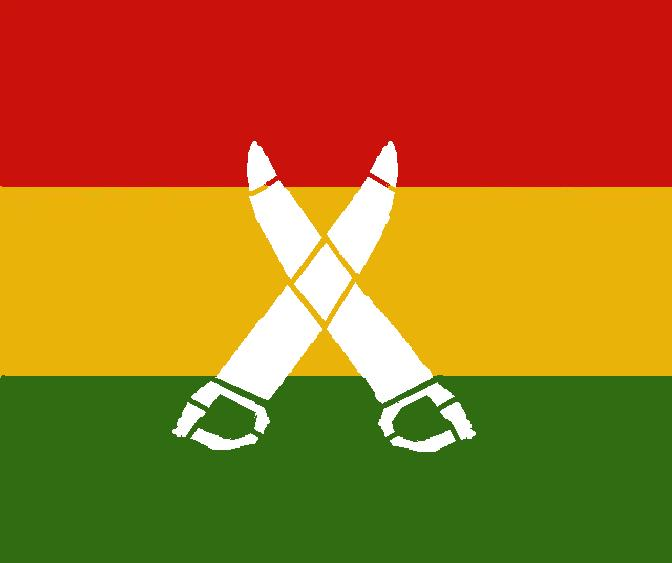
Drapeau du Parti Ghadar.

Le mouvement est né d'une organisation d'immigrants arrivés en Californie, appelée « Hindustani Workers of the Pacific Coast » (Travailleurs hindous de la côte Pacifique). Un parti politique, le Parti ghadar, fut fondé en 1913 par Har Dayal (1884-1939) et un journal, l'Hindustan Ghadar, fut lancé dans les années 1910. Le parti rassemblait des sikhs, des hindous et des musulmans, mais les premiers étaient largement majoritaires.
Un temple sikh (gurdwara) fut ouvert en 1908 à Vancouver; il servait de lieu de rassemblement pour les sikhs et les hindous qui cherchaient la liberté.
Peu après le début de la Première guerre mondiale, beaucoup de membres du mouvement retournèrent en Inde pour lutter contre les Britanniques, en particulier au Penjab où ils menèrent plusieurs actions terroristes durant l'année 1915. Cependant, les autorités britanniques vinrent rapidement à bout des tentatives de révolte. Quarante-deux d'entre eux furent arrêtés et condamnés à mort. Après l'Indépendance de l'Inde en 1947, le mouvement Ghadar fut dissous.